# Духовное управление мусульман Чеченской Республики
Духовное управление мусульман Чеченской Республики (чечен. Нохчийн Республикин Бусалбан динан урхалла, сокр. ДУМ ЧР) — региональный муфтият и централизованная религиозная организация в Чеченской Республике (Российская Федерация). Представлено в Координационном центре мусульман Северного Кавказа.

## История
В 1990 году, в силу распада Духовного управлению мусульман Северного Кавказа, было образовано Духовное управление мусульман Чечено-Ингушетии (ДУМЧИР) во главе с Шахид-Хаджи Газабаевым. После провозглашения в 1991 независимой Чеченской Республики (Нохчийчо), ДУМЧИР на съезде в Грозном было преобразовано в Духовное управление мусульман Чеченской Республики (ДУМ ЧР). Первым муфтием стал Мухаммад-Башир Арсанукаев.
Однако, радикальные просепаратистские активисты учредили 1 марта 1992 года параллельный муфтият — «Исламский центр Чеченской Республики», объявив при этом ДУМ ЧР распущенным. А после попытки 31 марта госпереворота, и власти, обвинив муфтия Арсанукаева в пособничестве оппозиции, издали решение о роспуске ДУМ ЧР. Муфтият не подчинился и продолжал деятельность в условиях информационной блокады со стороны властей.
В 1995 году муфтием избирается Ахмат Кадыров, принадлежащий к суфийскому тарикату кадирия, непримиримый противник ваххабизма. В 1998 году он организовал проведение в Грозном представительного Конгресса мусульман Северного Кавказа, осудившего ваххабизм, а также стал инициатором создания Координационного центра мусульман Северного Кавказа (КЦМСК), объединившего традиционные духовные управления северокавказских республик.
В августе 1999 года, после вторжения боевиков Басаева в Дагестан, Ахмат Кадыров потребовал от президента Масхадова издания указов о запрете ваххабизма, выдворении всех его иностранных пропагандистов и придании Басаева суду. С началом Второй чеченской войны Ахмат Кадыров отказался объявить джихад России, за что Масхадов отправил его в отставку. Духовное управление с этим не согласилось. Шариатский суд сепаратистов приговорил Кадырова заочно к смертной казни.
12 июля 2000 года Президент России назначил Ахмата Кадырова главой временной администрации Чеченской Республики. Новым муфтием стал сподвижник Кадырова Ахмад Шамаев, который официально извинился перед народом Дагестана.
После убийства Ахмата Кадырова меджлис ДУМ ЧР в июле 2004 года наложил «божественное проклятие на Масхадова, Басаева и их людей».
В апреле 2012 года ДУМ ЧР временно выходило из КЦМСК. В дальнейшем же оно стало одним из лидеров в составе последнего, чеченский муфтий обычно занимает должность первого заместителя председателя КЦМСК.

## Муфтии
- Мухаммад-Башир-Хаджи Арсанукаев (1991—1992)[4]
- Махмуд Гаркаев (Мадин Махмуд) (1992—1994)[4]
- Мухаммад-Хусайн Алсабеков (1994)[4]
- Ахмат-Хаджи Кадыров (и. о.; 1994—1995)
- Мухаммад-Башир-Хаджи Арсанукаев (1995)
- Ахмат-Хаджи Кадыров (1995—2000)[4]
- Ахмад-Хаджи Шамаев (2000—2005)[8]
- Султан Мирзаев (2005—2014)[9]
- Салах Межиев (2014—н. в.)[3]